# 82.ª edición de los Premios Óscar
La 82.ª edición de los Óscar premió a las mejores películas de 2009. Organizada por la Academia de Artes y Ciencias Cinematográficas, tuvo lugar en el Teatro Kodak de Los Ángeles (Estados Unidos) el 7 de marzo de 2010. Las nominaciones se hicieron públicas el 2 de febrero de 2010 en el Teatro Samuel Goldwyn de Los Ángeles por el presidente de la Academia junto a Tom Sherak. La gala fue dirigida por Alec Baldwin y Steve Martin, dúo protagónico de la película It's Complicated.
Este año las nominadas a mejor película fueron diez. El anuncio fue realizado por Sid Ganis, argumentando que: “Después de más de seis décadas la Academia regresa a algunos puntos de sus raíces, cuando una selección más amplia competía por el máximo premio del año”.

## Presentadores

### Maestros de ceremonias
- Alec Baldwin y Steve Martin
- Elizabeth Banks - Premios científicos y técnicos

## Ganadores y nominaciones

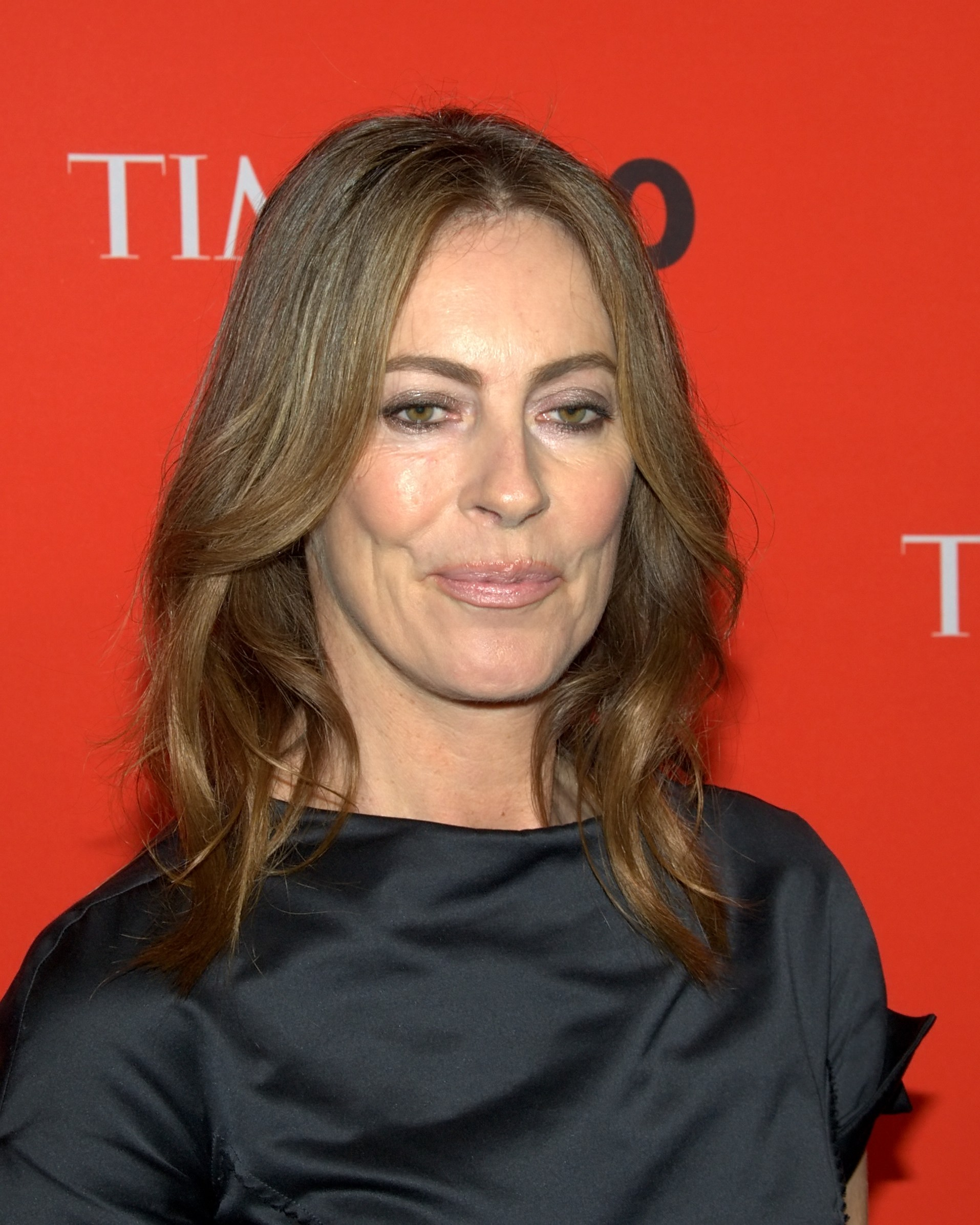
Kathryn Bigelow fue la ganadora del Óscar al mejor director por The Hurt Locker, convirtiéndose en la primera mujer en ganar la estatuilla en dicha categoría.

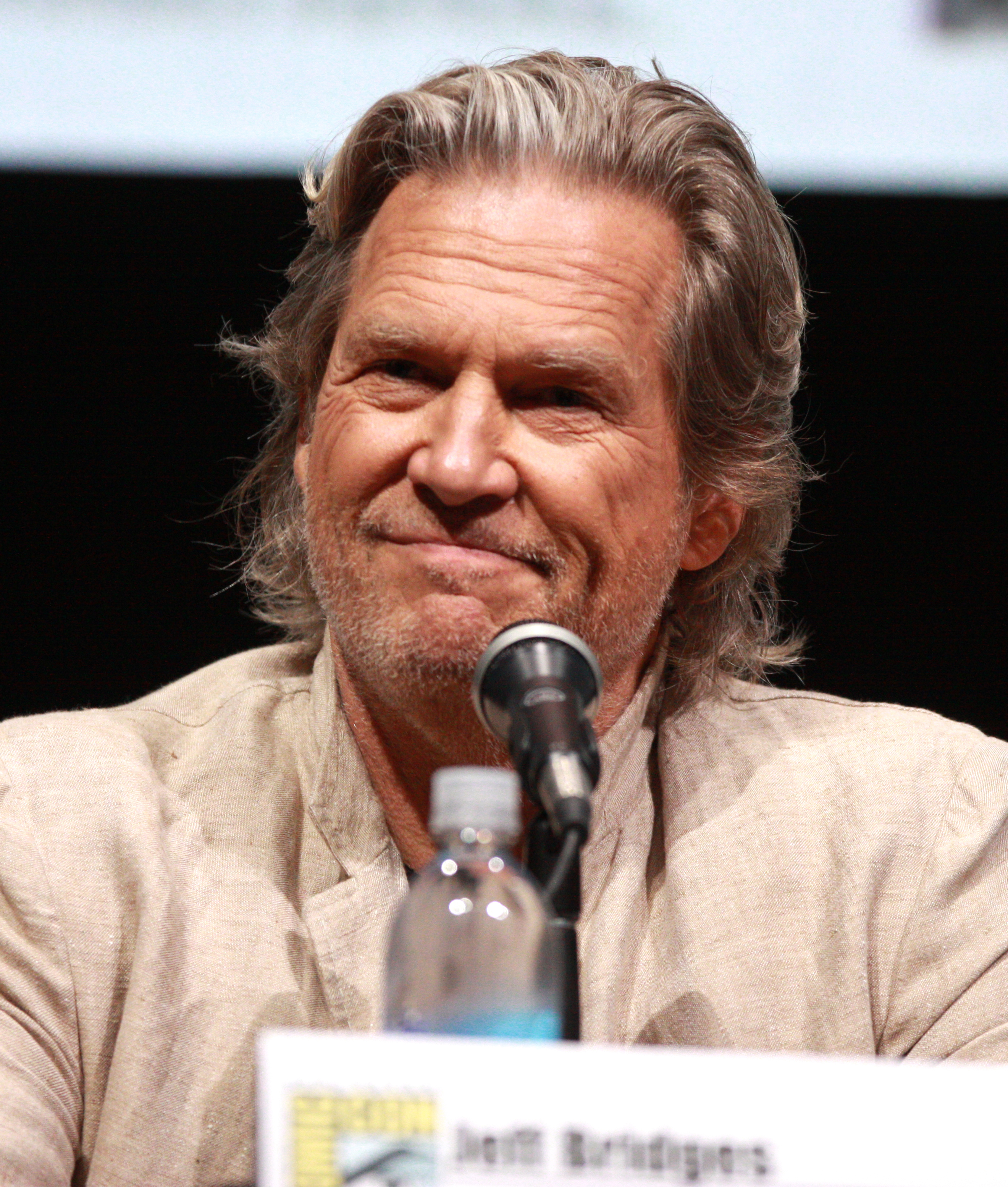
Jeff Bridges fue el ganador del Óscar al mejor actor por Crazy Heart.

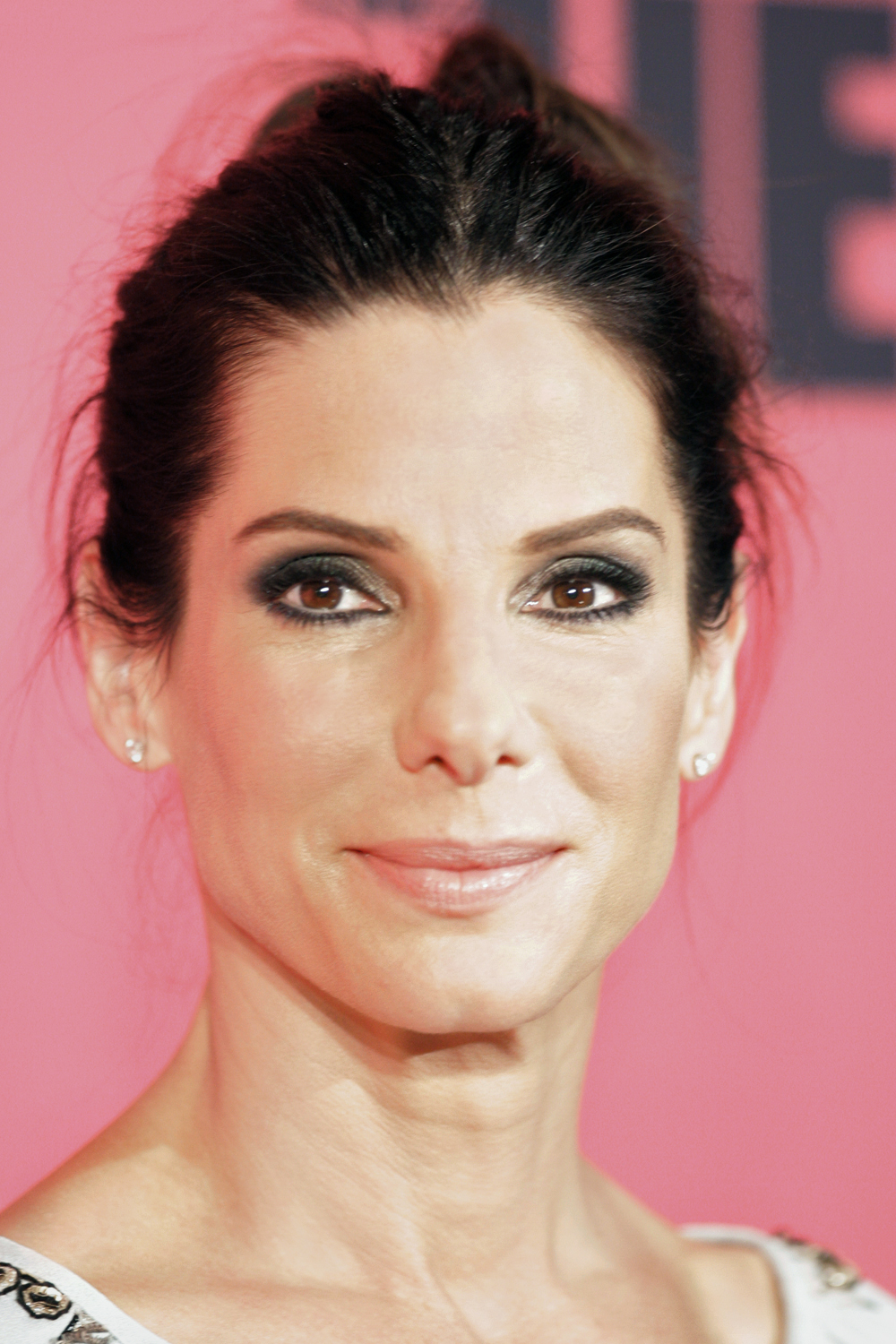
Sandra Bullock fue la ganadora del Óscar a mejor actriz por The Blind Side.

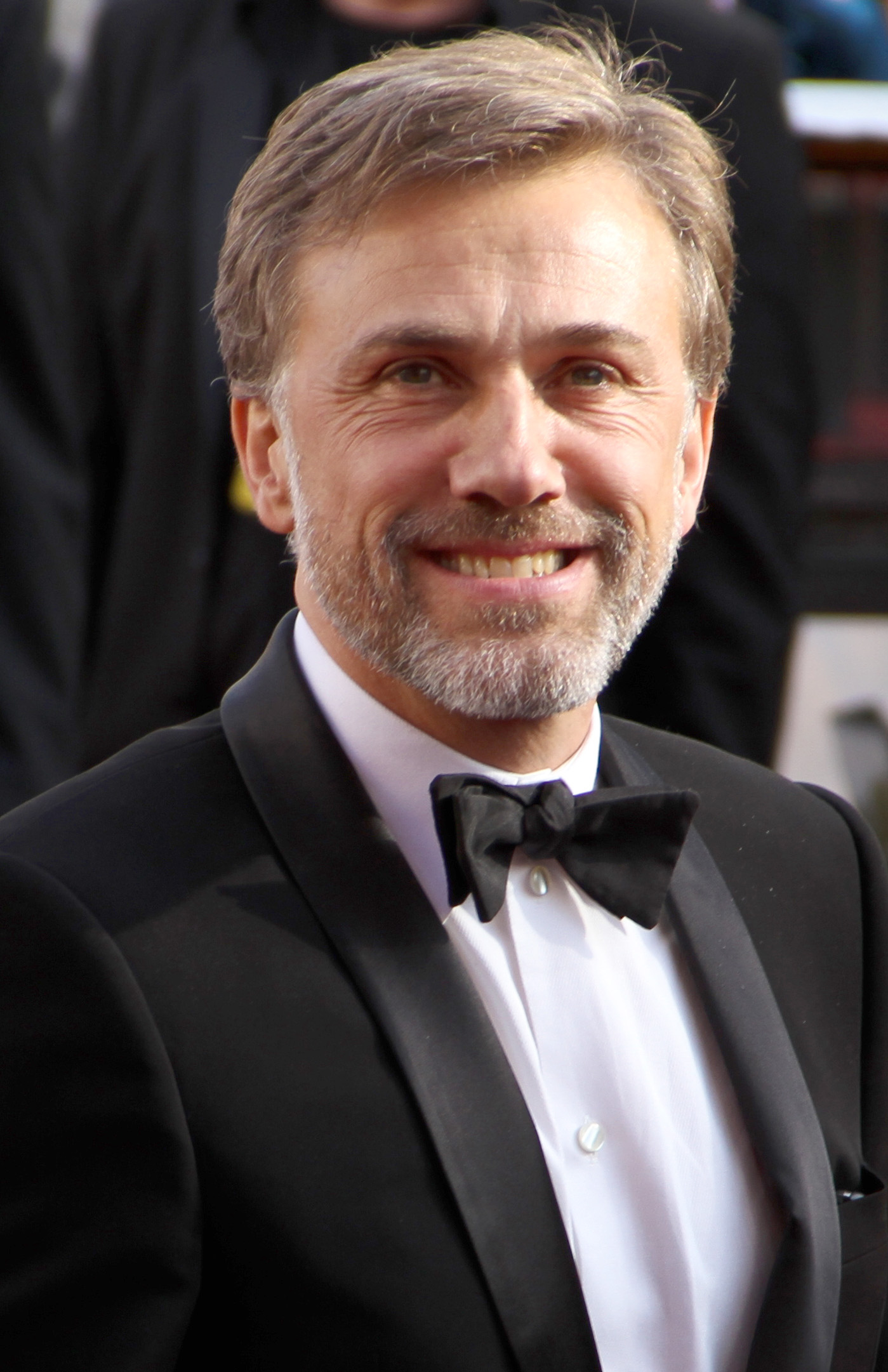
Christoph Waltz fue el ganador del Óscar a mejor actor de reparto por Inglourious Basterds.

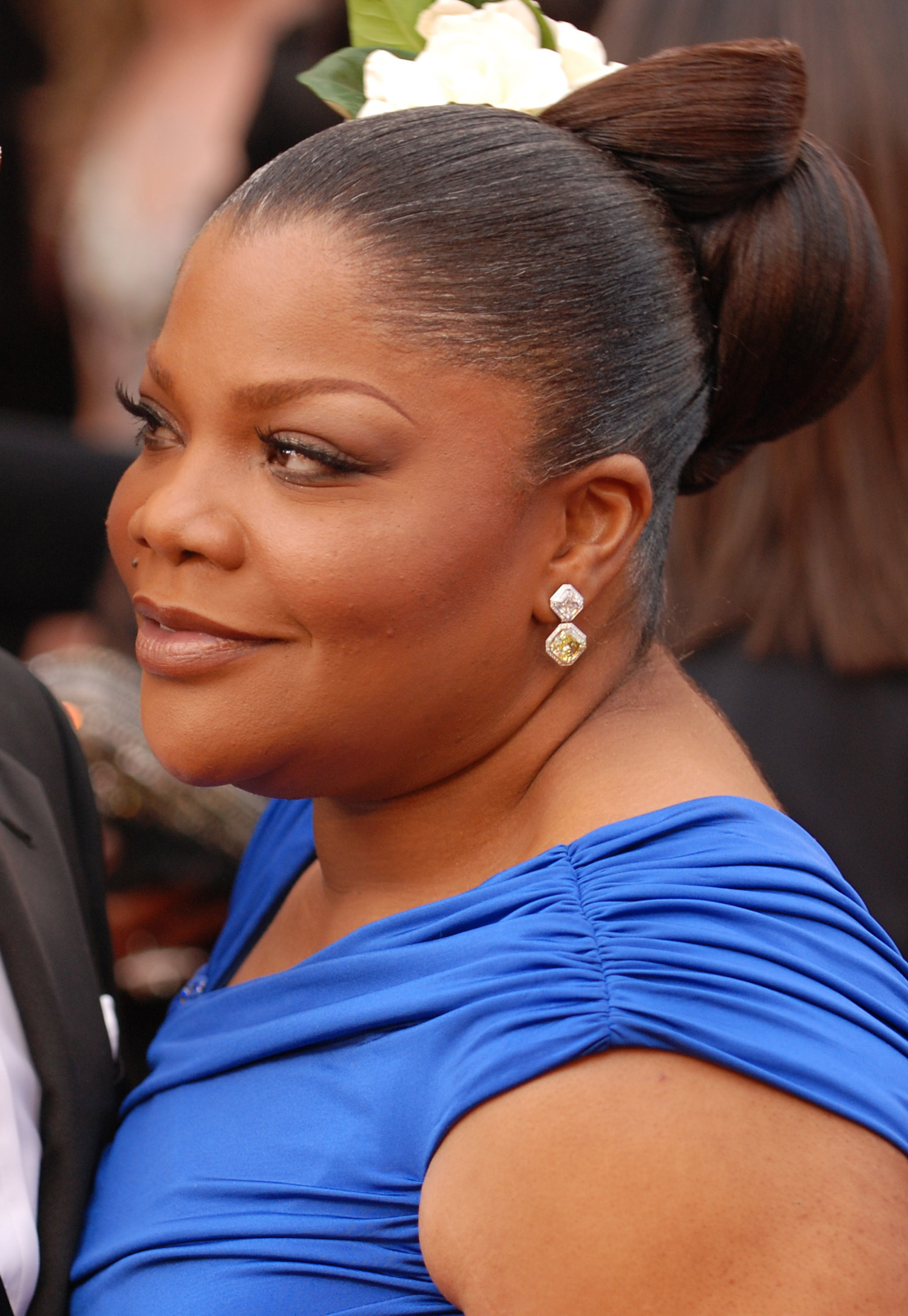
Mo'nique fue la ganadora del Óscar a la mejor actriz de reparto por Precious.

Kathryn Bigelow se convirtió en la primera mujer en ganar el Óscar a la mejor dirección por The Hurt Locker. Además Up se convirtió en la segunda película animada en ser nominada al Óscar a la mejor película, después de que la La bella y la bestia  lo hiciera por primera vez en 1991. Por su parte  Geoffrey Fletcher se convirtió en el primer guionista afroamericano en ganar el Oscar en la categoría de mejor guion adaptado por Precious. Por primera vez dos películas de ciencia ficción obtuvieron una nominación al Óscar a la mejor película: Avatar y District 9 respectivamente,   destacando que el último film de este género en conseguir una nominación en la categoría principal fue E.T., el extraterrestre  en 1982.
 Indica el ganador dentro de cada categoría.
| Mejor película Presentado por: Tom Hanks | Mejor director Presentado por: Barbra Streisand |
| --- | --- |
| The Hurt Locker (En tierra hostil) — Kathryn Bigelow, Mark Boal, Nicolas Chartier y Greg Shapiro | Kathryn Bigelow — The Hurt Locker (En tierra hostil) |
| - A Serious Man (Un tipo serio) — Joel Coen e Ethan Coen - Avatar — James Cameron y Jon Landau - District 9 (Distrito 9) — Peter Jackson y Carolynne Cunningham - Inglourious Basterds (Malditos bastardos) — Lawrence Bender - Precious — Lee Daniels, Sarah Siegel-Magness y Gary Magness - The Blind Side —Andrew A. Kosove, Broderick Johnson y Gill Netter - An Education — Finola Dwyer y Amanda Posey - Up — Jonas Rivera - Up in the Air — Daniel Dubiecki, Ivan Reitman y Jason Reitman | - James Cameron — Avatar - Lee Daniels — Precious - Quentin Tarantino — Inglourious Basterds (Malditos bastardos) - Jason Reitman — Up in the Air |
| Mejor actor Entregado por: Kate Winslet | Mejor actriz Entregado por: Sean Penn |
| Jeff Bridges — Crazy Heart (Corazón rebelde) como Otis "Bad" Blake | Sandra Bullock — The Blind Side como Leigh Anne Tuohy |
| - George Clooney — Up in the Air como Ryan Bingham - Colin Firth — A single man (Un hombre soltero) como George Falconer - Morgan Freeman — Invictus como Nelson Mandela - Jeremy Renner — The Hurt Locker (En tierra hostil) como William James | - Helen Mirren — The Last Station (La última estación) como Sofía Behrs - Carey Mulligan — An Education como Jenny Mellor - Gabourey Sidibe — Precious como Precious Jones - Meryl Streep — Julie & Julia (Julie y Julia) como Julia Child |
| Mejor actor de reparto Presentado por: Penélope Cruz | Mejor actriz de reparto Presentado por: Robin Williams |
| Christoph Waltz — Inglourious Basterds (Malditos bastardos) como Coronel Hans Landa | Mo'nique — Precious como Mary Lee Johnston |
| - Matt Damon — Invictus como Francois Pienaar - Woody Harrelson — The Messenger (El mensajero) como Capitán Tony Stone - Christopher Plummer — The Last Station (La última estación) como León Tolstói - Stanley Tucci — The Lovely Bones (Desde mi cielo) como George Harvey | - Penélope Cruz — Nine como Carla Albanese - Vera Farmiga — Up in the Air como Alex Goran - Maggie Gyllenhaal — Crazy Heart (Corazón rebelde) como Jean Craddock - Anna Kendrick — Up in the Air como Natalie Keener |
| Mejor guion original Presentado por: Robert Downey Jr. y Tina Fey | Mejor guion adaptado Presentado por: Jake Gyllenhaal y Rachel McAdams |
| The Hurt Locker (En tierra hostil) — Mark Boal | Precious — Geoffrey Fletcher basado en Push por Sapphire |
| - A Serious Man (Un tipo serio) — Joel Coen e Ethan Coen - Inglourious Basterds (Malditos bastardos) — Quentin Tarantino - The Messenger (El mensajero) — Alessandro Camon y Oren Moverman - Up — Bob Peterson, Pete Docter y Tom McCarthy | - District 9 (Distrito 9) — Neill Blomkamp y Terri Tatchell basado en Alive in Joburg por Neill Blomkamp - In the Loop — Jesse Armstrong, Simon Blackwell, Armando Ianucci y Tony Roche basado en la serie de televisión The Tick of It de Armando Ianucci - An Education — Nick Hornby basado en An Education por Lynn Barber - Up in the Air — Jason Reitman y Sheldon Turner basado en Up in the Air por Walter Kirn |
| Mejor película de animación Presentado por: Steve Carell y Cameron Diaz | Mejor película extranjera (de habla no inglesa) Presentado por: Pedro Almodóvar y Quentin Tarantino |
| Up — Pete Docter | El secreto de sus ojos (Argentina) en español — Juan José Campanella. |
| - Coraline (Los mundos de Coraline) — Henry Selick - The Secret of Kells (El secreto del libro de Kells) — Tomm Moore - Fantastic Mr. Fox — Wes Anderson - The Princess and the Frog (Tiana y el sapo) — Ron Clements y John Musker | - Ajami (Israel) en árabe y hebreo — Scandar Copti y Yaron Shani - Das weiße Band (La cinta blanca) (Alemania) en alemán — Michael Haneke - La teta asustada (Perú) en español y quechua — Claudia Llosa - Un prophète (Un profeta) (Francia) en francés, corso y árabe — Jacques Audiard |
| Mejor documental largo Presentado por: Matt Damon | Mejor documental corto Presentado por: Carey Mulligan y Zoe Saldaña |
| The Cove — Louie Psihoyos y Fisher Stevens | Music by Prudence — Roger Ross Williams y Elinor Burkett |
| - Burma VJ — Anders Østergaard y Lise Lense-Møller - Food, Inc. — Robert Kenner y Elise Pearlstein - The Most Dangerous Man in America: Daniel Ellsberg and the Pentagon Papers — Judith Ehrlich y Rick Goldsmith - Which Way Home — Rebecca Cammisa | - China's Unnatural Disaster: The Tears of Sichuan Province — Jon Alpert y Matthew O'Neill - Rabbit à la Berlin — Bartosz Konopka y Anna Wydra - The Last Campaign of Governor Booth Gardner — Daniel Junge y Henry Ansbacher - The Last Truck: Closing of a GM Plant — Steven Bognar y Julia Reichert |
| Mejor cortometraje Presentado por: Carey Mulligan y Zoe Saldaña | Mejor cortometraje animado Presentado por: Carey Mulligan y Zoe Saldaña |
| The New Tenants — Joachim Back y Tivi Magnusson | Logorama — Nicolas Schmerkin |
| - Instead of Abracadabra — Patrik Eklund y Mathias Fjellström - Kavi — Gregg Helvey - Miracle Fish — Luke Doolan y Drew Bailey - The Door — Juanita Wilson y James Flynn | - A Matter of Loaf and Death — Nick Park - French Roast — Fabrice O. Joubert - Granny O'Grimm's Sleeping Beauty — Nicky Phelan y Darragh O'Connell - La dama y la Muerte — Javier Recio Gracia |
| Mejor banda sonora Presentado por: Sam Worthington y Jennifer Lopez | Mejor canción original Presentado por: Amanda Seyfried y Miley Cyrus |
| Up — Michael Giacchino | «The Weary Kind» — Crazy Heart (Corazón rebelde); Música y letra por Ryan Bingham y T-Bone Burnett. |
| - Avatar — James Horner - Fantastic Mr. Fox — Alexandre Desplat - Sherlock Holmes — Hans Zimmer - The Hurt Locker (En tierra hostil) — Marco Beltrami y Buck Sanders | - «Almost There» — The Princess and the Frog (Tiana y el sapo); Música y letra por Randy Newman. - «Down in New Orleans» — The Princess and the Frog (Tiana y el sapo); Música y letra por Randy Newman. - «Loin de Paname» — Paris 36 (París, París); Música por Reinhardt Wagner y letra por Frank Thomas - «Take it All» — Nine; Música y letra por Maury Yesto                                                      |
| Mejor edición de sonido Presentado por: Zac Efron y Anna Kendrick | Mejor sonido Presentado por: Zac Efron y Anna Kendrick |
| The Hurt Locker (En tierra hostil) — Paul N. J. Ottosson | The Hurt Locker (En tierra hostil) — Paul N. J. Ottosson y Ray Beckett |
| - Avatar — Christopher Boyes y Gwendolyn Yates Whittle - Inglourious Basterds (Malditos bastardos) — Wylie Stateman - Star Trek — Mark Stoeckinger y Alan Rankin - Up — Michael Silvers y Tom Myers | - Avatar — Christopher Boyes, Gary Summers, Andy Nelson y Tony Johnson - Inglourious Basterds (Malditos bastardos) — Michael Minkler, Tony Lamberti y Mark Ulano - Star Trek — Anna Behlmer, Andy Nelson y Peter J.Devli - Transformers: Revenge of the Fallen (Transformers: la venganza de los caídos) — Greg P. Russell, Gary Summers y Geoffrey Patterson                                                           |
| Mejor dirección artística Presentado por: Sigourney Weaver | Mejor fotografía Presentado por: Sandra Bullock |
| Avatar — Dirección artística: Rick Carter y Robert Stromberg; Diseño de decorados: Kim Sinclair | Avatar — Mauro Fiore |
| - Nine – Dirección artística: John Myhre; Diseño de decorados: Gordon Sim - Sherlock Holmes — Dirección artística: Sarah Greenwood; Diseño de decorados: Katie Spencer - The Imaginarium of Doctor Parnassus (El imaginario del Doctor Parnassus) — Dirección artística: Dave Warren y Anastasia Masaro; Diseño de decorados: Caroline Smith - The Young Victoria (La reina Victoria) - Dirección artística: Patrice Vermette; Diseño de decorados: Maggie Gray                                  | - Harry Potter and the Half-Blood Prince (Harry Potter y el misterio del príncipe) — Bruno Delbonnel - Inglourious Basterds (Malditos bastardos) — Robert Richardson - Das weiße Band (La cinta blanca) — Christian Berger - The Hurt Locker (En tierra hostil) — Barry Ackroyd |
| Mejor maquillaje Presentado por: Ben Stiller | Mejor diseño de vestuario Presentado por: Tom Ford y Sarah Jessica Parker |
| Star Trek — Barney Burman, Mindy Hall y Joel Harlow | The Young Victoria (La reina Victoria) — Sandy Powell |
| - Il divo — Aldo Signoretti y Vittorio Sodano - The Young Victoria (La reina Victoria) — Jon Henry Gordon y Jenny Shircore | - Bright Star — Janet Patterson - Coco avant Chanel (Coco, de la rebeldía a la leyenda de Chanel) — Catherine Leterrier - Nine — Colleen Atwood - The Imaginarium of Doctor Parnassus (El imaginario del Doctor Parnassus) — Monique Prudhomme |
| Mejor montaje Presentado por: Tyler Perry | Mejores efectos visuales Presentado por: Gerard Butler y Bradley Cooper |
| The Hurt Locker (En tierra hostil) — Bob Murawski y Chris Innis | Avatar — Joe Letteri, Stephen Rosenbaum, Richard Baneham y Andrew R. Jones |
| - Avatar — Stephen Rivkin, John Refoua y James Cameron. - District 9 (Distrito 9) — Julian Clarke - Inglourious Basterds (Malditos bastardos) — Sally Menke - Precious — Joe Klotz | - District 9 (Distrito 9) — Dan Kaufman, Peter Muyzers, Robert Habros y Matt Aitken - Star Trek — Roger Guyett, Russell Earl, Paul Kavanagh y Burt Dalton |

### Óscar Honorífico[7]
- Lauren Bacall, presentado por Anjelica Huston
- Roger Corman, presentado por Jonathan Demme
- Gordon Willis, presentado por Jeff Bridges

### Premio Irving Thalberg
- John Calley, presentado por Tom Hanks, Walter Mirisch, Steven Spielberg, George Lucas, Saul Zaentz, Norman Jewison, Warren Beatty y Dino De Laurentiis

### Presentadores del montaje "En memoria"
Como en años anteriores se presentó un tributo a los profesionales fallecidos el 2009. Este apartado fue presentado por Demi Moore y James Taylor.
Las personas homenajeadas fueron Howard Zieff (director), Horton Foote (escritor), Betsy Blair, Ron Silver, Natasha Richardson, Maurice Jarre (compositor), Jody McCrea, Shakti Samanta, Ken Annakin (director), Jack Cardiff (director), Beatrice Arthur, Dom DeLuise, David Carradine, Farrah Fawcett, Harve Presnell, Gale Storm, Susanna Foster, Karl Malden, Beverly Roberts, Kathleen Byron, Dorothy Coonan, Brenda Joyce, Jean-Paul Roussillon, John Hughes (director), Wayne Tippit, Larry Gelbart (guionista), Patrick Swayze, Henry Gibson, Lou Jacobi, Dick Durock, Collin Wilcox, Joseph Wiseman, Robert Ginty, Budd Schulberg, Edward Woodward, Dominick Dunne, Richard Todd, Gene Barry, Roy E. Disney (animador), Dan O'Bannon (guionista), Jennifer Jones, Brittany Murphy, Arnold Stang, Jean Simmons, James Mitchell, Pernell Roberts, Zelda Rubinstein, David Brown, Ian Carmichael, Kathryn Grayson, Lionel Jeffries y Michael Jackson (Actor en Capitán EO, El mago, Ghosts y Moonwalker, guionista y productor en esta última).

## Premios y nominaciones múltiples
| Película                                                                 | Candidaturas | Premios |
| ------------------------------------------------------------------------ | ------------ | ------- |
| The Hurt Locker (En tierra hostil)                                       | 9            | 6       |
| Avatar                                                                   | 9            | 3       |
| Inglourious Basterds (Malditos bastardos)                                | 8            | 1       |
| Precious                                                                 | 6            | 2       |
| Up in the Air                                                            | 6            | 0       |
| Up                                                                       | 5            | 2       |
| District 9 (Distrito 9)                                                  | 4            | 0       |
| Nine                                                                     | 4            | 0       |
| Star Trek                                                                | 4            | 1       |
| Crazy Heart (Corazón rebelde)                                            | 3            | 2       |
| The Princess and the Frog (Tiana y el sapo)                              | 3            | 0       |
| The Young Victoria (La reina Victoria)                                   | 3            | 1       |
| An Education                                                             | 3            | 0       |
| A Serious Man (Un tipo serio)                                            | 2            | 0       |
| Fantastic Mr. Fox                                                        | 2            | 0       |
| Invictus                                                                 | 2            | 0       |
| Das weiße Band (La cinta blanca)                                         | 2            | 0       |
| The Last Station (La última estación)                                    | 2            | 0       |
| Sherlock Holmes                                                          | 2            | 0       |
| The Blind Side                                                           | 2            | 1       |
| The Imaginarium of Doctor Parnassus (El imaginario del Doctor Parnassus) | 2            | 0       |
| The Messenger (El mensajero)                                             | 2            | 0       |